# ブルーアマリリス
ブルーアマリリス（学：Worsleya procera）は、ヒガンバナ科に属する球根植物の一種。学名をそのまま読み、ワースレヤ、ウォースレヤとも呼ばれる。
本種のみでブルーアマリリス属を構成する。

## 特徴

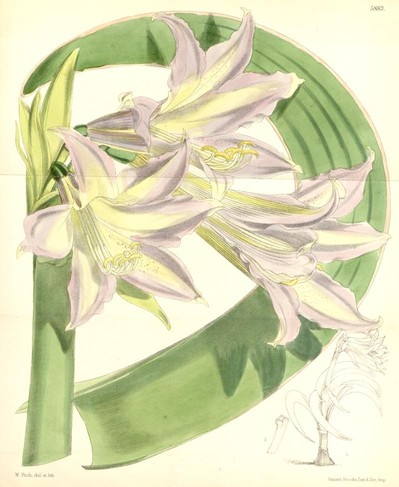
ブルーアマリリスのスケッチ

原産地および自生地は、ブラジル南部でオルガン山脈の急峻な花崗岩（玄武岩）地帯に自生する。この事から「ブラジルの皇后」と言う別名がある。
塊根植物（コーデックス）を髣髴とさせる太い茎と、それから出る鎌状の葉があり、特異な見た目をしている。
非耐寒性の植物にはなるが、0℃までなら寒さに耐える事が出来る。花は分枝した花茎の先端に3〜5輪付き、花弁の縁が波立った藤色に近い花が咲く。しかし、開花は大変珍しく、播種してから開花まで20年ほどの歳月を要すと言われる。
種子および株の入手も大変難しく、植物愛好家にのみしか存在は知られていなかったが、少しずつ公開される場所が増え、一般の人にも知られるようになった。だが、開花が見られる株はやはり少なく、且つ開花時期も短いため、大変見る事が難しい花である。この事から株が開花すると、しばしばニュースで取り上げられ、話題になることがある。
展示されている場所として、滋賀県草津市の滋賀県の草津市立水生植物公園みずの森がある。

## 名称について
和名の由来は、花の形がアマリリスに似ていて、花色が青色だったことにちなむ。ブラジルの現地名は ラボ・デ・ガロ（Rabo de Galo）（雄鶏の尾）と言う名前で呼ばれている。
学名の由来は、1863年に温室での開花を成功させた、アーシントン・ウォースリー氏（Arthington Worsley）にちなむ。種小名のProceraは、「背が高い」という意味を持つ。

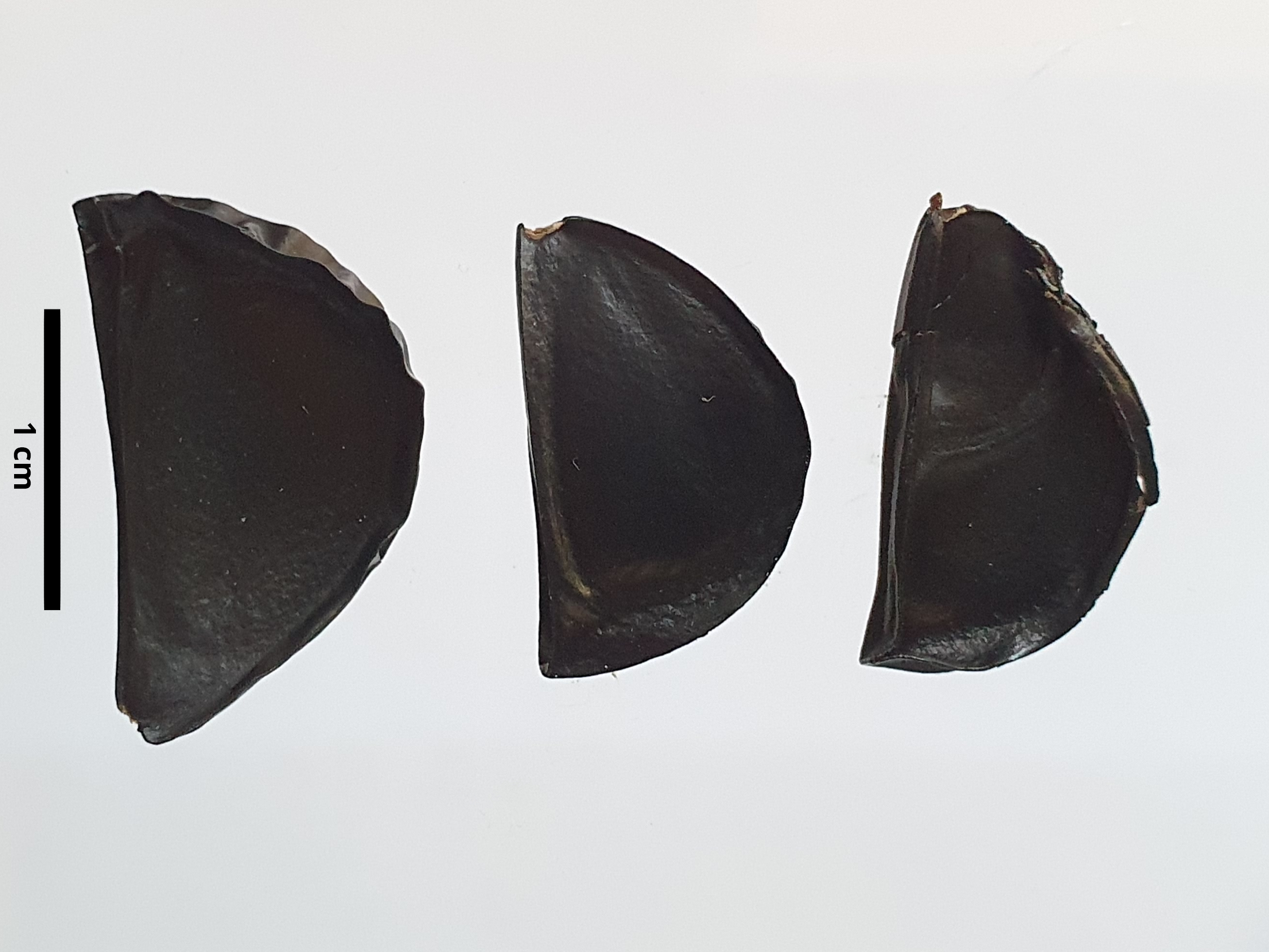
種子